# Loveparade – Die Verhandlung
Loveparade – Die Verhandlung ist ein deutscher Dokumentarfilm aus dem Jahr 2020. Regie führte Dominik Wessely. Produziert wurde der Film von Antje Boehmert, die auch das Drehbuch verantwortete.

## Handlung
Der Film dokumentiert das Strafverfahren zum Loveparade-Unglück von Duisburg am 24. Juli 2010, bei dem 21 Menschen ums Leben kamen und mindestens 652 Personen verletzt wurden. Die Hauptverhandlung gegen zehn Angeklagte begann am 8. Dezember 2017 vor der 6. großen Strafkammer des Landgerichts Duisburg. Der Prozess galt als einer der umfangreichsten im Deutschland der Nachkriegszeit. Aus Platzgründen hatte das Landgericht Duisburg für das Verfahren eigens eine Außenstelle in einer Messehalle des Kongresszentrums in Düsseldorf eingerichtet, wo die Hauptverhandlung stattfand.
Der Film setzt ein am Morgen des ersten Verhandlungstags, wenige Stunden vor Prozesseröffnung und endet am 4. Mai 2020 mit der Einstellung des Verfahrens gegen die drei verbliebenen Angeklagten. Im Film kommen nicht nur Überlebende, Angehörige von Opfern und Nebenklagevertreter zu Wort, sondern auch ein Strafverteidiger und der von ihm vertretene Angeklagte, die Staatsanwaltschaft, der Vorsitzende Richter Mario Plein, der Gutachter Jürgen Gerlach sowie ein Polizist, der am Unglückstag Dienst hatte.

## Produktion
Der Film entstand an insgesamt mehr als 80 Drehtagen zwischen dem 8. Dezember 2017 und dem 4. Mai 2020. An jedem der insgesamt 184 Verhandlungstage war mindestens ein Mitglied des Filmteams im Gerichtssaal anwesend, um Protokoll zu schreiben. Das Gesamtprotokoll des Teams umfasste am Ende mehr als 3600 Seiten. Dieses Protokoll bildete die Grundlage für die spätere Reinszenierung einzelner Zeugenaussagen.

## Kritik
Der Film wurde von der Kritik hochgelobt. Reiner Burger bezeichnete ihn in der Frankfurter Allgemeinen Zeitung als eine beklemmende Reise durch Seelenlandschaften und eine herausragende Dokumentation.
Der Spiegel nannte den Film „extrem dicht und unglaublich nah“.
Heribert Prantl bezeichnete den Film in der Süddeutschen Zeitung als ein über menschliche Grenzenlosigkeit, über menschliche Grenzen und über die Grenzen des Rechts wichtiges und wertvolles Unterfangen.
Die Jury des 57. Grimme-Preis schrieb in ihrer Begründung: „Loveparade - Die Verhandlung setzt (...) in beispielgebender Art auf die Haltung der Distinktion. Ein Prozess, so viel man sich von ihm versprechen mag, ist kein politischer Untersuchungsausschuss. Die Prozessordnung, über die wir hier enorm viel erfahren, funktioniert anders. Hier ist gerade in seiner nüchternen Zurückhaltung ein großer Film gelungen.“

## Auszeichnungen
- Grimme-Preis 2021 in der Kategorie Information & Kultur an Antje Boehmert (Buch und Produktion) und Dominik Wessely (Regie)
- Nominierung Preis der Deutschen Akademie für Fernsehen 2020 (Kategorie Dokumentarfilm)[5]
- Nominierung Gaudi Award 2020[6]